# Abaeté Linhas Aéreas
A Abaeté Linhas Aéreas é uma empresa aérea brasileira fundada em 1995, com sede em Salvador, estado da Bahia.
A companhia é subsidiária da Abaeté Taxi Aéreo, esta sim operadora de uma larga frota de aeronaves de diversos modelos, entre os quais Cessna 208 Caravan, EMB 820C Carajá, EMB-121 Xingú, EMB-110 Bandeirante e BE-40, entre outros. Ainda faz parte do Grupo Abaeté a especialista em manutenção Atlanta Taxi Aéreo.
Sua história começa quando a Nordeste Linhas Aéreas foi vendida para a RIO-SUL/VARIG e acabou deixando vários destinos no interior da Bahia sem ligação aérea. A Abaeté então uma respeitada taxi aéreo abriu sua divisão de linha aérea com 4 EMB110C Bandeirante e com eles começou a operar vários destinos no interior da Bahia como Jequié, Caravelas, Teixeira de Freitas, Bom Jesus da Lapa, Guanambi, Barreiras, Vitória da Conquista, entre outros.
A frota da Abaeté Linhas Aéreas consistia, em 2012, em duas aeronaves Embraer EMB-110P1 Bandeirante.
Na tarde do dia 23 de Outubro de 2024, um avião da empresa sofreu uma queda entre as cidades de Santa Branca e Paraibuna, no interior de São Paulo, vitimando fatalmente cinco ocupantes. 
O acidente ocorreu com uma aeronave Embraer-121-Xingu, que retornava de Florianópolis em meio uma chuva forte. De acordo com a ANAC, a aeronave estava em situação regular de aeronavegabilidade. O CENIPA já está investigando as circunstâncias do acidente. 